# اسکرتسو شماره ۱ (شوپن)
اسکرتسو شماره ۱ در بی مینور، اپوس ۲۰، قطعه موسیقی برای تک نوازی پیانو است که توسط فردریک شوپن نوشته شده و به توماس آلبرشت تقدیم شده است. در مورد پیدایش این اسکرتسو، کمی بعد از تاریخ انتشار ۱۸۳۵ شناخته شده است، اگرچه فرض می‌شود که این قطعه در حدود سال ۱۸۳۳ تکمیل شده است.

## تاریخچه
این قطعه در سال ۱۸۳۱، در جریان قیام نوامبر علیه امپراتوری روسیه نوشته شد. .[یکی از دوستان شوپن، توماس آلبرشت، که به او تقدیم شده بود، او را متقاعد کرد که برای ساخت حرفه موسیقی خود در وین، دور از خانواده اش در لهستان .

در طول این مدت او فقط یک کنسرت اجرا کرد.
اسکرتسو در ایتالیایی به معنی «شوخی» است، و روبرت شومان در مورد بی‌اعتنایی آشکار اثر به عنوان آن چنین اظهار نظر کرد: «اگر «شوخی» در حجاب‌های تاریک می‌چرخد، «جاذبه» چگونه می‌پوشد؟ تاریک، پر از تعلیق و پر از هرج و مرج است - اولین ملودی واضح در بخش میانی ب ماژور آهسته است، اما بلافاصله پس از آن به زمزمه ای آشفته بازمی‌گردد. فرض بر این است که این نشان دهنده احساسات شوپن نسبت به جنگ است، یا داستانی در مورد شورش در سرزمین مادری اش روایت می‌کند. این ممکن است منعکس کننده احساسات برامز با اسکروهای طعنه آمیز خودش باشد.